# 오베르의 교회

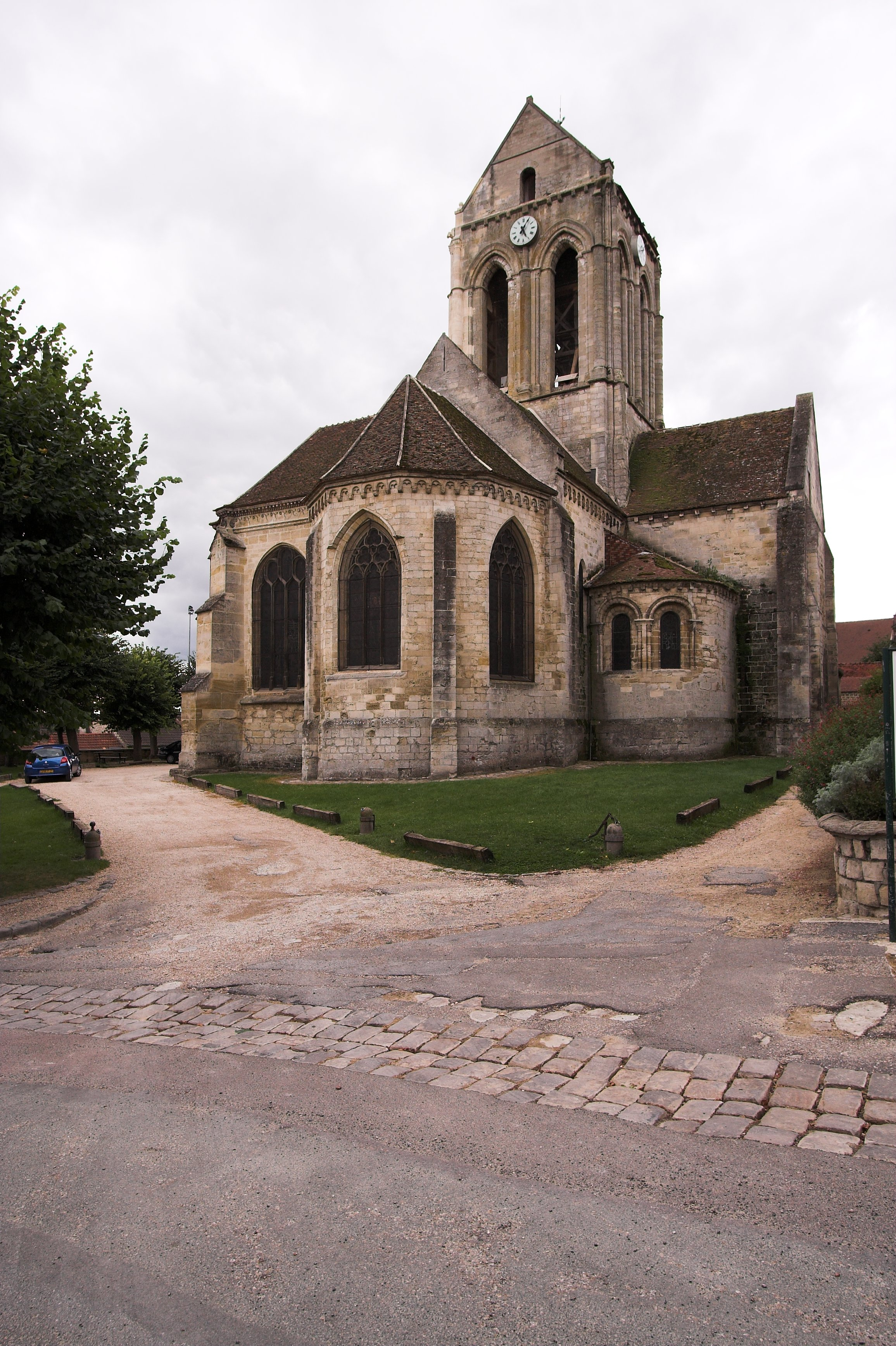
오베르 교회 (2006년)

오베르의 교회(영어: The Church at Auvers)는 네덜란드 후기 인상파 화가 빈센트 반 고흐가 1890년 6월에 그린 유화로, 현재 프랑스 파리 오르세 미술관에 소장되어 있다.
작중 모델이 된 오베르 교회는 파리에서 북서쪽으로 27km 떨어진 오베르쉬르우아즈의 엘리제 광장 (Place de l'Eglise)에 위치해 있다.

## 역사
《오베르의 교회》는 《오베르의 시청》, 《초가지붕이 있는 작은 집》과 함께 고흐의 말년 대에 그려진 그림 중에서도 초창기 뉘넌에 머물던 시절의 작품을 연상시키는 작품으로 꼽힌다. 북방의 고장을 향한 고흐의 향수는 생레미드프로방스에서 머물던 인생 마지막 몇 주 동안 이미 분명해진 바 있었다. 고흐가 사망하기 몇 주 전 그는 동생에게 보내는 편지에서, "나중에 보겠지만 앓아누운 동안에도 기억 속의 작은 캔버스, '북방의 추억'을 그렸다"고 밝히고 있다.
1890년 6월 5일 고흐는 여동생 비렐미나에게 보낸 편지에서 이 그림을 설명하면서 뉘넌에서 그렸던 그림에 대해서도 구체적으로 언급하고 있다.
마을 교회를 담은 큼직한 그림이 있는데, 무식하게 짙은 푸른색, 순수 코발트색의 하늘에 맞서 건물에 보라빛 효과를 주었어. 스테인드글라스 창문은 군청색 덩이처럼 보이고 지붕은 보라색에 드문드문 주황색이야. 전경에는 녹색 풀이 자라났고 모래바닥엔 분홍빛 햇살이 반짝인단다. 뉘넌에서 오래된 탑과 묘지를 그려봤던 습작을 다시 한번 거의 똑같이 해본 건데, 이제는 색의 표현력이 더 풍부하고 화려해졌어.

고흐의 표현 그대로 '무식하게 짙은 푸른색'은 비슷한 시기 오베르에서 그린 《아들린 라부의 초상화》에서도 사용되었다. 또 이 그림의 하단을 차지하는 갈라지는 길의 모티브는 《까마귀가 나는 밀밭》에서도 채택되고 있다.
그림의 전경은 태양빛에 밝게 비춰지고 있으나, 교회 자체는 제 자신의 그림자 속에 자리해 있어 "스스로 빛을 반사하지도 발산하지도 않고 있다"는 분석이다. 이에 대해서는 1880년 7월 고흐가 벨기에 보리나주에 머물 당시 복음주의 선교사에서 해고됐던 것과 관련이 있다는 해석이다. 고흐는 동생 테오에게 보낸 편지에서 교회 측 사람들을 가리켜 "그들의 신은 셰익스피어의 술 취한 팔스타프의 신, '교회의 내부'와도 같다"고 비판하였다. 이는 곧 셰익스피어가 《헨리 4세 1부》에서 실속 없고 깨우침 없는 설교에 대해 '교회 내부의 어둡고 빈 공간'이라 표현한 것을 인용한 것이다.

## 대중 문화
영국의 SF 드라마 《닥터 후》의 2010년 방영분 "Vincent and the Doctor"에서 주 소재로 등장한다. 여기서는 빈센트 반 고흐가 그림 속에 외계 생명체를 그려넣었다는 설정이다.

## 같이 보기
- 빈센트 반 고흐의 작품 목록